# Magnesia al Meandro

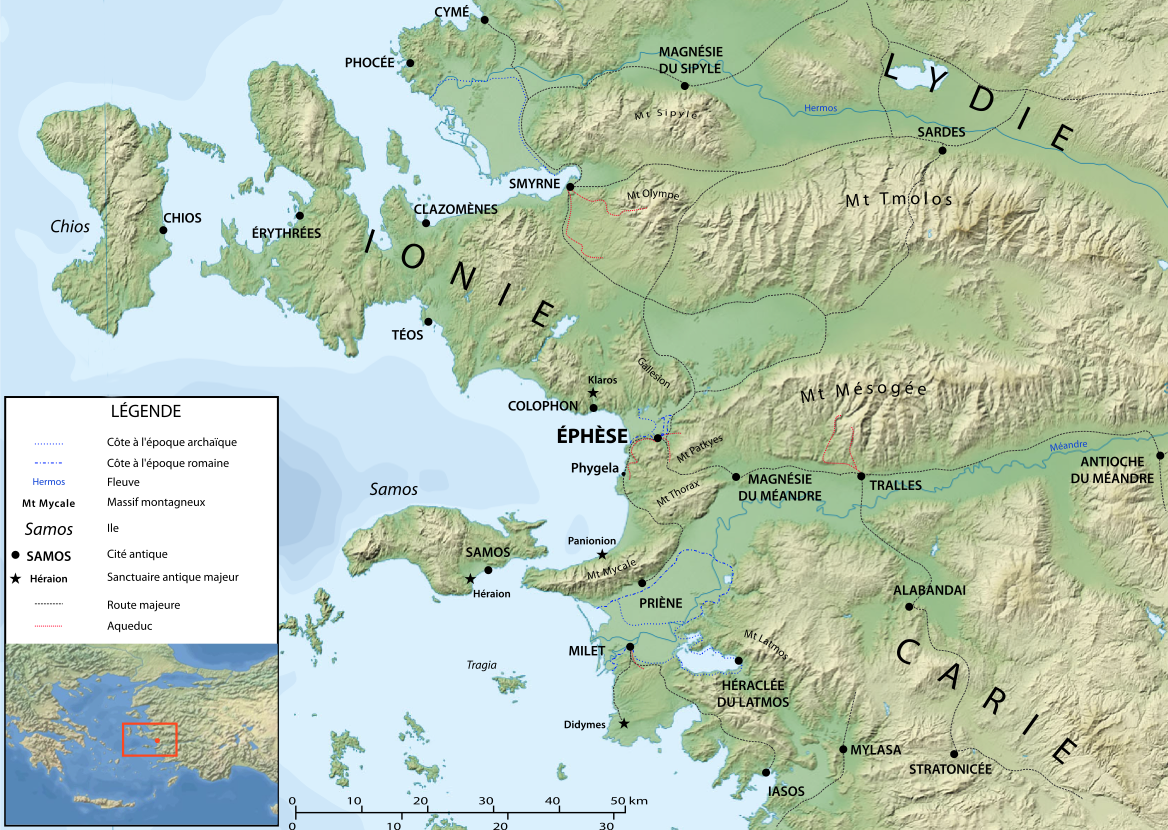
Magnesia al Meandro e le città della Ionia

Magnesia al Meandro (in greco antico: Μαγνησία ἡ πρὸς Μαιάνδρῳ o Μαγνησία ἡ ἐπὶ Μαιάνδρῳ?; in latino Magnesia ad Meandrum) era un'antica città greca in Asia Minore sul fiume Meandro a monte di Efeso, nei pressi dell'odierna città di Germencik in Turchia.

## Descrizione

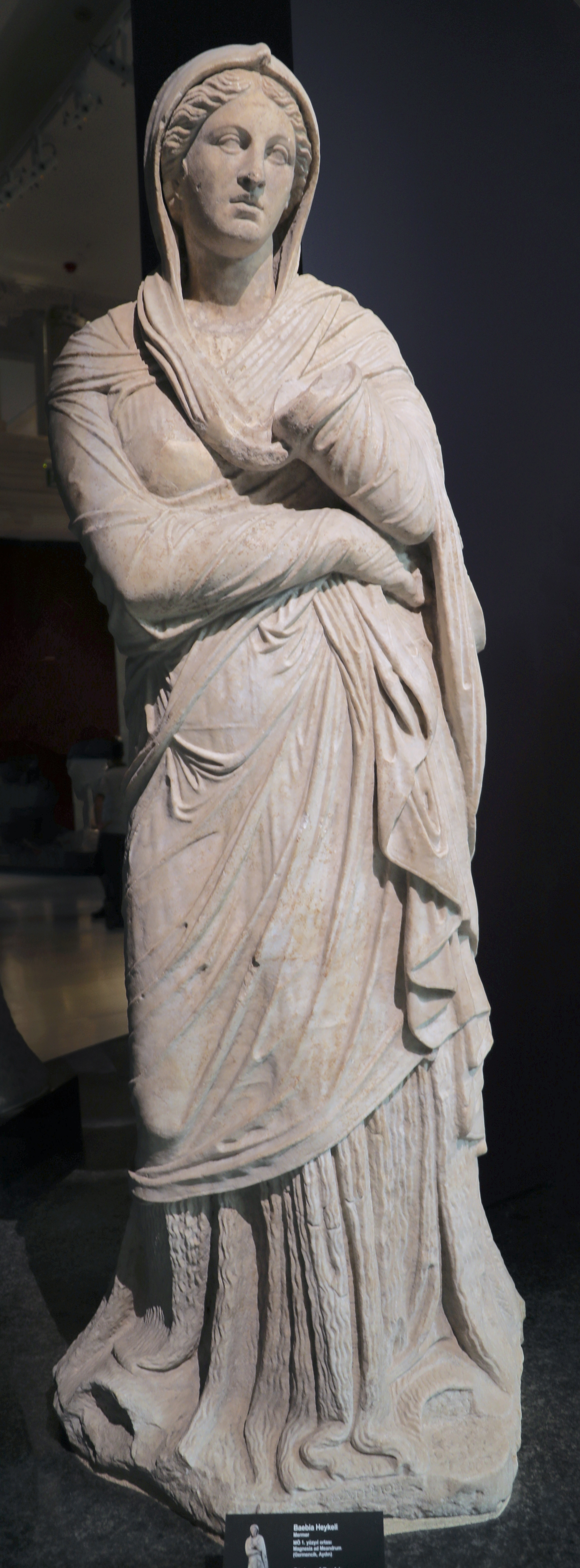
Baebia, sec.I a. C., da Magnesia, Museo archeologico di Istanbul

Magnesia si trova nella antica Ionia presso il fiume Leteo a 22 km da Mileto, adagiata su una fertile pianura ed era una grande produttrice di pane.
Nella città sorgeva un tempio di Dindyme, la madre degli dèi. Ma la città fu poi trasferita e sul nuovo sito fu costruito il Tempio di Artemide Leucofriene, progettato da Ermogene.
Vicino alla città c'era un posto chiamato Aule (latino: Aulae) con una grotta sacra ad Apollo contenente un'immagine molto antica. Gli uomini sacri al dio si gettavano da ripide scogliere e sradicavano alberi molto alti che trascinavano giù per i sentieri più stretti.

## Storia
La città fu fondata da coloni della Magnesia in Tessaglia e di Creta. Per questo motivo non fu accettata nella Lega Ionica. 
Verso il 700 a.C. fu conquistata a Gige, re di Lidia.
Verso il 626 a.C. fu distrutta dalle incursioni dei Cimmeri e ricostruita l'anno dopo da Mileto. Secondo Ateneo di Naucrati la condotta troppo licenziosa dei suoi abitanti portò alla conquista della città da parte di Efeso.
Nel 546 a.C. passò ai Persiani che la concessero a Temistocle. Nel 499 a.C. partecipò alla rivolta ionica: la città gli fruttava 50 talenti l'anno. I satrapi di Lidia la utilizzavano come seconda residenza.
Nel 459 a.C. vi morì lo stesso Temistocle.
Nel 334 a.C. la città si arrese ad Alessandro Magno e passò poi ad Antigono Monoftalmo. Nel 301 a.C. entrò nei possedimenti dei Seleucidi. I Tolomei la conquistarono tra il 272 a.C. e il 258 a.C.
Nel 188 a.C. con la Pace di Apamea fu ceduta al Regno di Pergamo, passato alla Repubblica romana nel 133 a.C.
Durante la Seconda guerra mitridatica si alleò con i Romani assieme alla vicina Magnesia al Sipilo. Silla la proclamò città libera.
Nel 17 d.C. un terremoto distrusse la città assieme alle altre della Ionia. L'imperatore Tiberio provvide a ricostruirle.
Nel 114 era presente una comunità cristiana.
Nel 262 venne saccheggiata dai Goti.

## La magnetite
Fu in questa città che fu scoperta una pietra misteriosa con il potere di attrarre il ferro: la magnetite.

## Sito archeologico
I primi scavi archeologici furono eseguiti nel 1891-1893 da una squadra di archeologi tedeschi guidata da Carl Humann, lo scopritore dell'Altare di Pergamo. In 21 mesi furono portati alla luce il teatro, il tempio di Artemide, l'agorà, il tempio di Zeus e il pritaneo.
Gli scavi furono ripresi nel 1984 da Orhan Bingöl, dell'Università di Ankara e del Ministero della Cultura turca.
I reperti rinvenuti sono oggi esposti ad Istanbul e ad Aydın, a Berlino e a Parigi. Copie del pronao (portico) del tempio di Zeus e uno spazio del tempio di Artemide si possono visitare al Pergamonmuseum di Berlino.